# 1956 год в литературе

## События
- Хорхе Луис Борхес стал профессором литературы в Университете Буэнос-Айреса.
- 19-летний Хантер Томпсон арестован по обвинению в грабеже. В том же году началась его служба в армии.

## Премии

### Международные
- Нобелевская премия по литературе — Хуан Рамон Хименес, «за лирическую поэзию, образец высокого духа и художественной чистоты в испанской поэзии».

### Израиль
- Государственная премия Израиля:
  - Детская литература — Мирьям Ялан-Штекелис;
  - Литература на иврите — Гершон Шофман.

### США
- Премия Эдгара Аллана По:
  - за лучший роман — Маргарет Миллар — «Загнанный зверь» (англ. Beast in View).
  - за лучший первый роман американского писателя — Лейн Кауффман «The Perfectionist».
- Пулитцеровская премия за художественную книгу — МакКинлей Кантор, «Андерсонвилль».
- Пулитцеровская премия за лучшую драму — Альберт Хэкетт и Фрэнсис Гудрич, «Дневник Анны Франк» (англ. The Diary of Anne Frank).
- Пулитцеровская премия за поэзию— Элизабет Бишоп, «Стихотворения: Север и Юг-холодная весна» (англ. Poems: North & South — A Cold Spring).

### Франция
- Гонкуровская премия — Ромен Гари, «Корни неба» (фр. Les racines du ciel).
- Премия Ренодо — Андре Перран, «Отец» (фр. Le Père).
- Премия Фемина — Франсуа-Режи Бастид, Les Adieux.
- Премия Фенеона — Мишель Бютор, «Прощания» (фр. Les Adieux).

## Книги

### Романы
- «Амита» — роман индийского писателя Яшпала.
- «Бриллианты вечны» (англ. Diamonds Are Forever) — роман Яна Флеминга.
- «Время тигра» (англ. «Time for a Tiger») — роман Энтони Бёрджесса.
- «Глупость мертвеца» (англ. Dead Man's Folly — роман Агаты Кристи.
- «Город и звёзды» (англ. «The City and the Stars») — роман Артура Кларка.
- «Город Реут» — роман в стихах молдавского писателя Емилиана Букова.
- «Дверь в лето» (англ. The Door into Summer) — роман Роберта Хайнлайна.
- «Знают ответ орхидеи» / «Всё началось с Омахи» / «Лучше мне умереть» (англ.  Might As Well Be Dead) — роман Рекса Стаута.
- «Золотой храм» (яп. 金閣寺 — роман Юкио Мисимы.
- «Комната Джованни» (англ. «Giovanni's Room») — роман Джеймса Болдуина.
- «Лифт на эшафот» (фр. Ascenseur pour l'échafaud) — роман французского писателя Ноэля Калефа.
- «Обнажённое Солнце» (англ. «The Naked Sun») — роман Айзека Азимова.
- «Падение» (фр. «La Chute») — роман Альбера Камю.
- «Памятник крестоносцу» (англ. «Crusader's Tomb») — роман Арчибальда Джозефа Кронина.
- «Поесть, попить и умереть» (англ. Eat Drink and Be Buried) — роман Рекса Стаута.
- «Туманность Андромеды» — роман Ивана Ефремова.
- «Чёрный обелиск» (нем. Der schwarze Obelisk) — роман Эриха Марии Ремарка.

### Повести
- «Беспокойство» — повесть братьев Стругацких.
- «Лови момент» (англ. «Seize the Day») — произведение Сола Беллоу.
- «Моя семья и другие животные» (англ. My Family and Other Animals — повесть Джеральда Даррелла.
- «Окно смерти» (англ. Window for Death) — повесть Рекса Стаута.
- «Пасхальный парад» (англ. Easter Parade) — повесть Рекса Стаута.
- «Рождественская вечеринка» (англ. Christmas Party) — повесть Рекса Стаута.
- «Слишком много сыщиков» (англ. Too Many Detectives) — повесть Рекса Стаута.

### Малая проза
- «Особое мнение» (англ. The Minority Report) — рассказ Филипа Дика.
- «Музы слышны» (англ. The Muses Are Heard) — эссе Трумана Капоте.

### Пьесы
- «Бедняга Бито, или Ужин голов» (фр. Pauvre Bitos ou le Dîner de têtes) — пьеса Жана Ануя.
- «Визит старой дамы» (нем. Der Besuch der alten Dame) — пьеса Фридриха Дюрренматта.
- «До новых встреч» — пьеса Александра Гладкова.
- «Дунай — беспокойные воды» — пьеса молдавского писателя Емилиана Букова.
- «Оглянись во гневе» (англ. Look Back in Anger) — пьеса Джона Осборна.
- «Последняя остановка» (нем. Die letzte Station) — пьеса Эриха Марии Ремарка.

### Поэзия
- «Аниара» (швед. Aniara: en revy om människan i tid och rum) — поэма Харри Мартинсона.
- «Вой» (англ. «Howl») — поэма Аллена Гинзберга.
- «Двадцатая весна» — поэма Юстинаса Марцинкявичюса.
- «Лето в траве» (норв. Sommeren i gresset) — сборник стихов Ролфа Якобсена.
- «Пролив Екатерины» — поэма Сергея Наровчатова.

### Нехудожественная литература
- «Дорога ветров (гобийские заметки)» — документальная, научно-популярная книга Ивана Антоновича Ефремова.

### Статья
- «Будьте бдительны!!» (нем. Seid wachsam!!) — статья Эриха Марии Ремарка.

### Литературоведение
- «Эра подозрения» (фр. L’Ere du soupcon) — сборник критических эссе Натали Саррот.

## Родились
- 4 мая — Дашдоржийн Баярхуу, монгольский писатель.
- 20 мая — Григорий Чхартишвили (Борис Акунин), российский писатель, автор интеллектуальной детективной прозы, специалист по Японии.

## Умерли
- 31 января — Алан Александр Милн (род. в 1882), английский писатель, автор повестей о «медведе с опилками в голове» — Винни-Пухе.
- 13 мая — Александр Фадеев (род. 24 декабря 1901), русский советский писатель, один из сооснователей Союза писателей СССР и его председатель с 1946 по 1954; самоубийство.
- 25 июня — Эдуард Шторх, чешский писатель и педагог, автор исторических романов (род. в 1878).
- 3 июля –  Маник Бондопаддхай, бенгальский писатель и поэт.
- 14 августа — Бертольд Брехт (род. 10 февраля 1898), немецкий поэт, прозаик, драматург, реформатор театра.
- 2 сентября — Хосе Мансисидор, мексиканский писатель, драматург, публицист, эссеист (род. в 1895).
- 22 ноября — Пьер Мария Россо ди Сан-Секондо, итальянский писатель, журналист и драматург (род. в 1887 году).